# Agustín Pomposo Fernández
Agustín Pomposo Fernández de San Salvador y Montiel (Toluca, Nueva España, 20 de septiembre de 1756 - Ciudad de México, México, 7 de enero de 1842), fue un abogado y escritor novohispano fiel al antiguo régimen. Fue tío y tutor de Leona Vicario.

## Semblanza biográfica
Sus padres fueron Casimiro Fernández de San Salvador y El Risco, y María Isabel Montiel García de Andrade. Decía ser descendiente de Hernando Ixtlilxóchitl y de los españoles de la Casa de Benavente, lo cual acreditó en el periódico El Siglo XIX.
Estudió en la Universidad de México, en donde obtuvo un doctorado en Cánones. Fue asesor del regimiento provincial de Guadalajara en Nueva Galicia. Ejerció su profesión de abogado en la Real Audiencia de México e impartió clases en el Colegio de Abogados. Su bufete llegó a ser uno de los más prestigiados. En 1802, fue rector de la Real y Pontificia Universidad de México, cargo que ejerció en tres ocasiones. Promovió la creación de la Academia de Derecho Teórico-Práctica. En 1809, el virrey Pedro de Garibay lo nombró alcalde de la Corte de la Audiencia, pero rechazó el puesto para dedicarse a su bufete. En 1812 fue vocal de la Junta de Censura y teniente de policía. Al entrar en vigor la Constitución de Cádiz fue nombrado juez de letras.
Se declaró en contra de la invasión francesa a España y al movimiento de los insurgentes durante la guerra de independencia en Nueva España. Apoyó la causa realista como escritor de panfletos contra los insurgentes, entre ellos destacan: Las fazañas de Hidalgo, Quixote de nuevo cuño, facedor de tuertos, La América en el trono español y Desengaños que a los insurgentes de Nueva España seducidos por los francmasones agentes de Napoléon, dirige la verdad de la religión católica y la experiencia. Irónicamente su hijo Manuel, su sobrina Leona Vicario y su discípulo Andrés Quintana Roo se fugaron para unirse a la causa independentista en 1812.
Su hijo Manuel murió durante la guerra. Al ser aprehendida su sobrina, la ayudó en el proceso que dirigió en su contra el gobierno virreinal, aunque ella logró escapar del Colegio de Belén en donde se encontraba arraigada. Consumada la independencia, apoyó al régimen imperial de Agustín de Iturbide. Fue oidor de la Audiencia del Estado de México, cargo que abandonó en 1832 por apoyar el régimen de Anastasio Bustamante. En 1836, fue presidente del Tribunal Superior del Departamento de México, fue decano de la Facultad de Cánones de la Universidad. Murió en la Ciudad de México el 7 de enero de 1842.